# Jiří Kudláček
Jiří Kudláček (* 14. října 1958) je bývalý sportovec–vícebojař a v letech 2015 až 2022 starosta města Hranice na Přerovsku. Do roku 2016 byl členem hnutí ANO 2011, později se stal členem Aliance pro budoucnost.[ve zdroji nenalezeno] Závodně skákal z padáku.

## Život
V roce 1979 absolvoval svůj první seskok padákem. Během studia Střední průmyslové školy v Táboře byl za své sportovní výsledky nominován do vrcholového střediska mládeže a po maturitě zahájil základní vojenskou službu v Armádním středisku vrcholového sportu Dukla Olomouc. Jako dlouholetý reprezentant naskákal téměř 4 tisíce seskoků. V této době také započal dálková studia na Vysoké škole ekonomické v Praze (VŠE).
Svoji pracovní kariéru zahájil v technickém oddělení Zemědělského zásobování Tábor, kde byl později jmenován vedoucím technického oddělení podniku. K roku 1989 pracoval ve funkci technického a obchodního inspektora podniku Oděvy Písek.
V roce 1990 založil svoji první firmu, která koupila technickou část Okresního stavebního podniku Tábor. V roce 1999 tento podnik rozprodal a začal se věnovat zahraničnímu obchodu se stavebními technologiemi. Součástí byla také divize pro realizaci developerských projektů.
Od roku 2006 pracuje pro Hranice I-Město, městskou část města Hranice, kde v roce 2015 převzal funkci starosty.
Ve volbách do Senátu PČR v roce 2020 kandidoval za ODA a hnutí Trikolóra v obvodu č. 63 – Přerov. Se ziskem 5,76 % hlasů skončil na 7. místě a do druhého kola nepostoupil.

## Zájmy
Jako vícebojař vynikal v běhu, střelbě, biatlonu i plavání. Později přidal potápění, surfing, jachting a jako výsadkář také judo. U tohoto sportu zůstal do dnešních dní.